# 伯纳德·霍普金斯
伯纳德·霍普金斯（英語：Bernard Hopkins，1965年1月15日—），前美国拳击运动员、世界拳王，人称“刽子手”与“外星人”。
霍普金斯于1988年进入职业拳坛。1994年，他获得了国际拳击联合会（IBF）中量级拳王金腰带，首次成为世界拳王。此后他连续20次卫冕成功，保持着该级别连续卫冕的纪录。他职业生涯共夺得过12次拳王头衔，其中2004年至2005年间他是中重级无争议拳王，2011年至2012年间则是轻重量级正统拳王。2011年，《拳台》杂志（The Ring）评选他列为“50年来最伟大的十位中量级拳王”的第三位。
霍普金斯是职业拳坛的常青树，2014年49岁的霍普金斯夺得了他最后一个拳王金腰带，也刷新了他自己保持的最年长拳王纪录。2016年，51岁的霍普金斯正式退役。